# Paróquia Evangélica de Confissão Luterana de Rio Claro

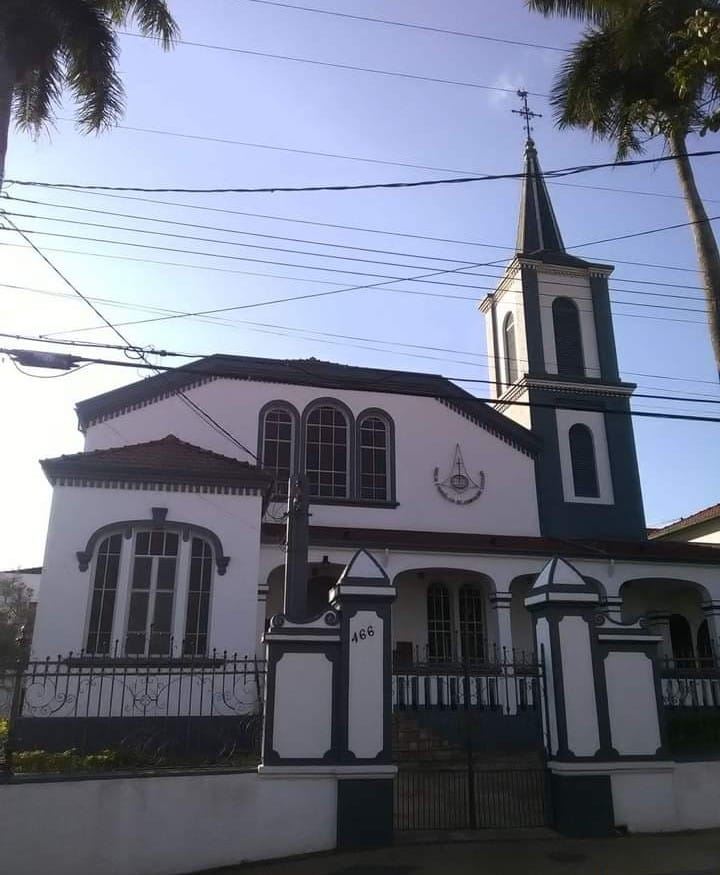
Paróquia Evangélica de Confissão Luterana de Rio Claro

A Paróquia Evangélica de Confissão Luterana de Rio Claro, é filiada à Igreja Evangélica de Confissão Luterana no Brasil (IECLB), localiza-se na região central da cidade de Rio Claro (São Paulo) e possui estilo arquitetônico próprio, com influências germânicas. Teve sua pedra fundamental lançada em 15 de julho de 1923 e inauguração em 9 de março de 1924. Remonta à origem da Deutsche Evangelische Kirche - Igreja Evangélica Alemã, o "primeiro templo", que teve sua pedra fundamental lançada em 22 de setembro de 1883 e foi inaugurado em 9 de março de 1884 como "casa de oração", já que no Brasil, antes da Proclamação da República do Brasil em 1889, os evangélicos não tinham total liberdade religiosa. Foi a primeira Igreja Alemã do estado de São Paulo (estado) , fato que se deve à grande concentração de imigrantes alemães e suíços que se instalaram na região, na primeira metade do século XIX.

## História
Chegados os imigrantes alemães e suíços na região, na primeira metade do século XIX, encontraram-se em "total desamparo" do ponto de vista estrutural, educacional, de saúde e religioso; além de terem uma dificuldade imensa de comunicação, devido ao idioma. Do ponto de vista religioso, não obtiveram apoio do governo alemão, à época.
No ano de 1866, um membro da comunidade Sr. Eduard Bohn, tomou a si "as rédeas" e colocou-se como líder espiritual, não se sabe se por vontade própria, ou a pedido da comunidade. Em 1868, a Missão Estrangeira da Basiléia, enviou ao Brasil o missionário Johann J. Zink, com o propósito de justamente atender aos colonos nessa região, o que fez com que o mesmo fixasse residência na região de Limeira. Analisando as condições, ele mesmo solicitou à Missão Estrangeira que enviassem um pastor, para que o trabalho se concluísse mais efetivo. Sendo assim, em 1874, chegou na região o pastor Friedrich Müller, que se instalou no Bairro dos Pires, também em Limeira, o que fez que os cultos passassem a ser mais regulares, nesse tempo ainda no templo da Primeira Igreja Presbiteriana, já existente em Rio Claro, ou em casas particulares.
- Fundação da Escola Alemã - Deutsche Schule:

Em 1882, o pastor Johann Zink, visando a educação dos filhos da comunidade, fundou a Escola Alemã, onde contratou como professor o seu irmão, Adam Zink, cuja permanência foi curta, já que regressou à Alemanha por problemas de saúde. No mesmo ano, entrou em contato com a Alemanha, solicitando que enviassem um professor, já que o substituto de seu irmão, Sr. Hildebrand, também não perdurou. Na Alemanha, o jovem Professor Theodor Albert Koelle interessou-se pela proposta, e chegando ao Brasil em 1883, iniciou suas atividades como Educador. Desde então, escola e igreja alemãs, estiveram intimamente ligadas, o que perdurou até meados de 1950.
- Fundação da Igreja Evangélica Alemã -  Deutsche Evangelische Kirche:

Com a Comunidade Evangélica Alemã consolidada, em 1883 surge o primeiro estatuto, que previa desde atos religiosos, ritos e serviços, até contribuições comunitárias e suas destinações. Lança-se então, a pedra fundamental do "primeiro templo", ou como era chamada "casa de oração", que serviu por 33 anos, com a sua inauguração em 9 de março de 1884. O campanário que abriga até hoje 3 sinos fundidos em Jundiaí, foi erguido em 1900, já que em 1889, em decorrência da Proclamação da República do Brasil, foi concedida plena liberdade religiosa aos protestantes no Brasil. Porém, desde 1868, desde a chegada do pastor Johann J. Zink, a Igreja Evangélica Alemã estava relacionada com a Igreja da Alemanha, através da casa de Missão Estrangeira da Basiléia. Em 1898, a comunidade decidiu através de uma assembleia, a filiação à Sociedade Evangélica para os Protestantes da América do Sul, com sede na Alemanha, onde foram elaborados novos estatutos, enviados junto ao pedido de filiação ao Conselho Superior da Igreja Evangélica, com sede em Berlim. Em 1903, o Imperador alemão aprovou uma pretendida afiliação da Deutsche Evangelische Kirche - às "Igrejas Nacionais Evangélicas da Mais Velha Província da Monarquia Prussiana", sendo assim, a Igreja Evangélica Alemã estava comtemplada em tal decisão. Em 1906, a comunidade requer junto ao estado de São Paulo, os direitos de pessoa jurídica, cujos trâmites foram elaborados pelo Sr. Lehfeld, atuando como benfeitor da causa, no que resultou a razão social Igreja Evangélica Alemã de Rio Claro, vinculada ao sínodo Brasil Central, que englobava São Paulo, Minas Gerais e Rio de Janeiro. Em 1917, quando da ocasião da Primeira Guerra Mundial, boatos foram espalhados de que houve um bombardeio por parte da Alemanha ao navio de guerra brasileiro Paraná, causando inflamação na população, que invadiu e depredou a igreja, cuja estrutura já estava frágil. Mesmo assim, somente em 1923, foi lançada a pedra fundamental para a construção do segundo e atual templo, o qual teve a sua inauguração em 9 de março de 1924, preservando-se o campanário com os sinos. Em 1949, com a fusão dos Sínodos Riograndense, Catarinense e Paranaense, Associação de Comunidades Evangélicas do Paraná e Santa Catarina e o Sínodo do Brasil Central, constituiu-se uma "Federação Sinodal", que em 1952, passou a denominar-se "Igreja Evangélica de Confissão Luterana no Brasil". Em 1968 em São Paulo, formou-se uma assembleia, que reuniu representantes dos quatro Sínodos, onde foi decidido uma união jurídica, denominada IECLB - Igreja Evangélica de Confissão Luterana, com sede em Porto Alegre, RS.
Desde então, o prédio atual abriga a comunidade luterana do município, onde grande parte dos assíduos são descendentes dos imigrantes alemães e suíços, que no século XIX se fixaram na região.